# Herbertstraße
Herbertstrasse (autrefois Heinrichstraße) est une rue de Hambourg en Allemagne.

## Situation et accès
Située dans le quartier de Sankt Pauli, près de la Reeperbahn, elle est connue pour être un lieu de prostitution (aujourd'hui environ 250 femmes) depuis sa construction au début du XIXe siècle. 

## Origine du nom
Le nom de la rue n'est pas un hommage à une personne en particulier, mais par un classement des rues par ordre alphabétique créé au XIXe siècle selon l'obligation de sélectionner par ordre alphabétique les prénoms masculins au sud de la Reeperbahn à partir de l’église St. Pauli vers l'est : Antonistraße, Bernhardstraße, Carlstraße, Davidstraße, Erichstraße, Friedrichstraße, Gerhardstraße, Heinrichstraße.

## Historique
Il y a depuis 1933 aux deux extrémités des barrières qui empêchent une vue de l'extérieur. Depuis les années 1970, des panneaux indiquent l'interdiction d'entrer aux mineurs et aux femmes. Ils ont été mis par la police pour maintenir l'ordre public et à la demande des prostituées. Pourtant juridiquement Herbertstraße est une voie publique et doit être ouverte à quiconque.
Dans les maisons de Herbertstraße, les prostituées sont assises sur des tabourets dans des vitrines, attendent les clients ou s'adressent aux passants par une fenêtre ouverte.
Pendant le Troisième Reich, la prostitution et le strip-tease sont interdits ; cependant ils sont tolérés dans Herbertstraße. La police dresse les panneaux aux deux extrémités de la rue.
En 1964, le réalisateur Jürgen Roland tourne des scènes avec les prostituées pour son film Polizeirevier Davidswache (de). Domenica Niehoff, une prostituée célèbre pour son engagement, y travaille de 1972 à 1990.
La radio Energy Hamburg reçoit en septembre 2005 une amende de 10 000 euros pour avoir fait en mars une émission Morning Live aus der Herbertstraße dont le contenu est critiqué pour « une représentation inappropriée de pratiques sexuelles et des offres de prostituées ». Pendant l'émission, le présentateur en studio échange à plusieurs reprises avec deux journalistes et deux prostituées dans Herbertstraße, les deux prostituées rapportent en détail leurs pratiques.